# Стенопеичен фотоапарат
Стенопеичен фотоапарат (от гръцки στένω/стено-тясен, ὀπή/опе-отвор, дупка) е вид фотоапарат, който създава изображения на базата на камера обскура, заредена със светлочувствителен материал.
Отворът, който от своя страна играе ролята на обектив без лещи, трябва да е много малък – от порядъка на 0,5 mm (1/50 инча) за да бъде рязко изображението. Диаметърът на отвора също играе ролята на диафрагма, която се изчислява според светлосилата или интензитета на светлината, която пропуска и разстоянието между отвора и светлочувствителния материал. Обтураторът на този фотоапарат по принцип е нещо непрозрачно поставено ръчно пред отвора, за да не пропуска светлина през малкия отвор. Времето на експониране при този вид фотография е по дълго от това на конвенционалната фотография. Заради светлосилата на отвора или затворената диафрагма експонациите могат да варират между пет минути и един час.

## История
Гръцките учени Аристотел и Евклид описват стенопеичните ефекти, които се получават по естествен път, като светлина преминава през плетени кошници или преплетени листа. Те обаче са вярвали, че очите ни излъчват лъчи, които ни позволяват да виждаме.
Това, което помага принципът на действие на стенопеичния апарат да бъде разбран, е откритието, че светлината влиза в очите, вместо да излиза от тях. Ибн ал-Хайтхам (иракски математик, физик и астроном от десети век) издава тази идея в книгата си за оптика (поредица от седем тома, също наречена Китаб ал-Маназир и на латински De Aspectibus or Opticae Thesaurus: Alhazeni Arabis). Самият ал-Хаитхам изобретява стенопеичен апарат, след като забелязва как светлината преминава през дупчица в завеси. Той подобрява изобретението си, когато забелязва, че колкото по-малък е отворът, толкова по-рязко е изображението и така създадва първата камера обскура (Camera Obscura).
През V век пр.н.е. китайският философ Мо Джинг споменава теорията за „изображение получено от малка дупчица“. Шен Куо (1030 – 1095) експериментира с камера обскура и е първият, който представя своите геометрични и количествени изследвания. Роберт Гроссетесте и Роджър Бейкън споменават стенопеичния апарат през XIII век. Между XI и XVII учени като Ибн ал-Хайтхам, Гемма Фрисиус и Джианбаттиста де ла Порта пишат относно стенопеичния апарат и започват да обясняват с повече детайли защо изображението се обръща след преминаването му през малкия отвор. Стенопеичните изображения позволяват да се наблюдават слънчеви затъмнения при повишена безопасност, тъй като не е нужно да се гледа директно към слънцето.

## Международен ден на стенопеичната фотография
Последната неделя на месец Април се чества международния ден на стенопеичната фотография (WPPD). Това събитие се чества от 2001 година, с цел да се насърчи всички, които обичат стенопеичната фотография, както и хора които никога не са го правили, за да участват, създавайки собствен фотоапарат, както и фотографирайки за да могат да се радват на тази техника.